# Phylica plumosa
Phylica plumosa es una especie de plantas de la familia Rhamnaceae.

## Descripción
Este arbusto de 1-1,8 m de alto se cubre de finos pelos suaves, cabezuelas florales incluidas. Las estrechas hojas verde oscuro de 25 mm de largo presentan bordes enrollados. Aunque suaves salen directamente de las ramas, dando un aspecto erizado.
Las flores, o más precisamente las brácteas, recuerdan a margaritas crema vellosas. Brotan desde principios del invierno.
- Datos: Q6074551
- Multimedia: Phylica pubescens / Q6074551